# CliniCum
Unter dem Namen CliniCum: das Facharztmagazin erschien bis 2019 ein österreichisches Facharztjournal. Es veröffentlichte Beiträge zu Themen des medizinischen und technischen Krankenhausbetriebs.
CliniCum: das Facharztmagazin wurde erstmals im Jahr 1990 herausgegeben vom Manstein Fachverlag in Wien. Die Erscheinungsweise war monatlich. Die Auflage betrug im Jahr 2016 18.000 Exemplare. Im Jahr 2001 erwarb der Süddeutsche Verlag Anteile an der Medizin-Sparte des Manstein Verlags. Ab dann wurde CliniCum von der Medizin Medien Austria GmbH als hundertprozentige Tochter der Südwestdeutschen Medien Holding herausgegeben. Das Angebot wurde in den Folgejahren kontinuierlich um regelmäßige Supplements erweitert, die sich einzelnen fachärztlichen Bereichen widmeten.    
Es wurden aktuelle Krankenhaus-Themen behandelt, aufgegliedert nach den Bereichen Aktuelles, Medizin, Technik und Betrieb. CliniCum berichtete z. B. über neue Therapierichtlinien oder OP-Ausstattung. Ferner wurden Fachartikel im Rahmen des Diplom-Fortbildungsprogramms (DFP) der Österreichischen Ärztekammer publiziert. Bis 1999 lag die geriatrische Fachzeitschrift Geriatrie-Praxis Österreich der CliniCum bei.
Ab 2000 erschien – zunächst alle vier, dann alle zwei Monate – das Supplement CliniCum Psy, das offizielle Organ der Österreichischen Gesellschaft für Neuropsychopharmakologie und Biologische Psychiatrie als Beilage. Es wurde später umbenannt in CliniCum neuropsy. Weitere Supplements waren CliniCum Orthopädie, CliniCum Urologie und CliniCum Akut.  Zudem wurden mit CliniCum derma und CliniCum pneumo eigene Reihen geschaffen. Im Jahr 2019 wurde CliniCum: das Facharztmagazin in das vierteljährlich erscheinende CliniCum innere und das unregelmäßig achtmal im Jahr erscheinende CliniCum onko aufgespalten.    
Bis heute wird die Fachzeitschrift CliniCum neuropsy, die sich aus dem Supplement CliniCum psy entwickelt hat, mit einer Auflage von 9800 Exemplaren von der MedTrix Group herausgegeben.